# 李绍友
李绍友（1962年—），号滴翠斋主，吉林人，现居北京，中华人民共和国画家，国家一级美术师。任人民艺术家协会理事、中国琉璃厂画院理事、中国扇子艺术学会会员、北京化境流香文化发展有限公司艺术总监、吉林省美术家协会会员、现任吉林省梅河口市美术家协会名誉主席。曾就读于中国国家画院，先后师承于清华美术学院杜大恺、人民美术出版社编审徐震时、书画家王熹。
自幼酷爱书画，擅山水，其山水作品《故乡情》荣获第三届阳光杯全国书画、摄影大赛中年组二等奖，巨幅山水《黄果树瀑布》、《泰山日出》被北京太和顺大酒店收藏，还出版《李绍友扇子艺术作品展》。
作品《关东雪韵》、《燕山秋韵》已被钓鱼台国宾馆收藏并陈列。2010年中国第二届扇面艺术大展获优秀奖。2013年先后两次入围中国美术家协会全国大展。